# Государства Арды
В данной статье приведен список известных государств Арды в легендариуме Дж. Р. Р. Толкина (включая основные регионы внутри государств, если таковые имелись). Даты, приведенные в скобках, относятся к вымышленному летоисчислению Арды (отдельно для каждой эпохи).

## Первая Эпоха

### Государства гномов
- Казад-Дум Народа Дурина, Длиннобородов (основан как минимум за 400 лет до первого восхода Луны)
- Белегост Огнебородов (основан как минимум за 400 лет до первого восхода Луны, но после Мории и Великого Путешествия)
- Ногрод Широкобрусов (основан вместе с Белегостом, разрушен в ходе Войны Гнева)
- Бар-эн-Нибин Ноэг и Нулуккхиздин гномов-карликов (в основном покинуты до первого восхода Луны)

### Государство Врага
- Дор Даэделот (до Войны Гнева)
  - Ангбанд (основан до начала Первой Эпохи, отстроен заново за несколько лет до первого восхода Луны)
  - Утумно (разрушен в Первую Эпоху, более не отстраивался)

### Государства эльфов

#### Государства нолдор
- Хитлум
  - Дор-Ломин
  - Невраст
- Нарготронд
- Дортонион
- Тол Сирион
- Гондолин
- Рубеж Маэдроса
- Восточный Белерианд
  - Химлад
  - Таргелион
  - Врата Маглора

#### Государства синдар
- Фалас (разрушен в 473 г.)
- Эгладор, позже Дориат

#### Государства нандор и авари
- Лоринанд
- Оссирианд
- Нан Эльмот

#### Государства телери
- Тол Эрессеа

### Государства людей (эдайн)
- Эстолад (до примерно 450 г.)
- Дор-Ломин (населен людьми примерно с 400 г.)
- Бретиль (после примерно 400 г.)
- Ладрос (после примерно 400 г.)

### Государство Валар
- Валинор

### Владения энтов
- Леса Эриадора
- Лес Фангорн
- Леса Южного Белерианда

## Вторая Эпоха

### Государства людей

#### Нуменорцы
- Нуменор (основан в 32 г., уничтожен в 3319 г.)
  - Лонд Даэр, позже — Виньялондэ (лесная колония, основана примерно в 1000 г.)
- Арнор (впервые колонизирован около 800 г., основан в 3320 г. Элендилом)
- Гондор (впервые колонизирован около 1100 г., основан в 3320 г. Элендилом)
- Умбар (впервые колонизирован около 1100 г., основан около 3320 г. Черными Нуменорцами)

#### Прочие
- «Мёртвые» с Белых гор
- Люди Первого и Третьего домов Эдайн в Эриадоре (слились с Арнором)
- Люди Второго дома Эдайн в Энедвайте и Минхириате (позднее — дунландцы)
- Друэдайн Друвайт Йаур и леса друадан
- Лоссот из Фородвайта

### Государства эльфов

#### Государства нандор и авари
- Лоринанд (Лотлориэн примерно с 1400 г.)
- Эделлонд (южная «колония» Лоринанда)

#### Государства нолдор
- Эрегион (до 1697 г.)
- Линдон

#### Государства синдар
- Великое Зеленолесье (короля Орофера)

### Государства гномов
- Казад-Дум
- Ногрод (частично разрушен)
- Белегост (частично разрушен)

### Государство Врага
- Мордор
  - Кирит Унгол

## Третья Эпоха

### Государства людей

#### Дунэдайн и их союзники
- Гондор
  - Дол Амрот (де-факто — независимое княжество)
  - Умбар (только в 943—1447 и 1810—1944 гг.)
- Арнор (разделен в 861 г.)
  - Артэдайн (до 1975 г.)
  - Кардолан (до примерно 1410 г.)
  - Рудаур (до 1409 г.)
- Королевство Рованион (до 1851 г.)
- Эотеод (до 2510 г.), впоследствии:
  - Рохан
- Дейл и Эсгарот (с 2940 г. и далее)
- Пригорье (вместе с хоббитами)
- Дунланд

#### Прочие
- Харад
- Умбар (до 943 г., в 1447—1810 и с 1944 и далее — умбарские пираты)
- Кханд
- Рун
- Фородвайт

### Государства эльфов
- Линдон
- Лотлориэн
- Северное Лихолесье (короля Трандуила)
- Ривенделл

### Государства гномов
- Казад-Дум/Мория (уничтожено в 1981 г.)
- Белегост (частично разрушен, население пополнено народом Дурина в 2770 г.)
- Эребор — Одинокая Гора (1999—2110 гг., основан заново в 2570—2770 гг., отвоеван в 2941 г.)
- Серые горы (населены в 2210 г., оставлены в 2589 г.)
- Железные горы (населены в 2589)

### Государства хоббитов
- Ирисные поля
- Шир
- Пригорье (вместе с людьми)

### Владения энтов
- Лес Фангорн

### Государства Врага
- Мордор
  - Барад-Дур (после примерно 3019 г.)
- Дол Гулдур
- Ангмар
- Изенгард (после примерно 2530 г.)

## Четвёртая Эпоха

### Государства людей
- Воссоединенное королевство Арнора и Гондора. В составе его, автономные области:
  - Лес друэдайн
  - Шир (хоббиты)
  - Ортханкский сад (энты)
- Рохан
- Харад
- Кханд
- Рун
- Нурнен
- Дейл и Эсгарот
- Дорвинион

### Государства гномов
- Железные горы
- Блистающие пещеры Агларонда
- Королевство-под-горой в Эреборе
- Мория, основанная заново Дурином Последним
- Эред Луин (Синие горы)
- Эред Митрин (Серые горы)

### Государства эльфов
- Великое Зеленолесье
- Лориэн на обоих берегах Андуина
- Эльфы Итилиэна
- Эльфы Линдона